# 別列濟夫卡河 (普魯特河支流)
別列濟夫卡河（烏克蘭語：Березівка），是烏克蘭的河流，位於該國西部伊萬諾-弗蘭科夫斯克州，發源自克羅皮維謝以南，流經科洛梅亞區，河道全長15公里，流域面積31.4平方公里。